# Богуславка (Приморский край)
Богусла́вка — село в Пограничном районе Приморского края России.
Входит в состав муниципального образования Жариковское сельское поселение. Расположено у реки Студёной, в 21 км к северо-востоку от районного центра поселка Пограничный, в 160 км от Владивостока.

## История
Село было основано казаками, переселившимися с Уссури в 1879 году. Поселок до 1885 года назывался Лесное. В 1895 году приехали несколько донских семьей, в 1896 году здесь поселились десять оренбургских семей и одна донская. В 1899 году население села пополнилось ещё шестью семьями.
В январе 1903 году был образован Гродековский станичный округ, в состав которого вошёл поселок Богуславский. В 1913 году открыта 2-х классная школа. В селе располагалась небольшая часовня. Среди занятий местных жителей было развито пчеловодство. Казаки обучались военному делу, сражались с хунхузами. В октябре 1922 года в селе была установлена Советская власть, образован Сельский совет. Вдоль реки Бейчихе располагались многочисленные поселения семей корейцев, занимавшихся выращиванием риса, чумизы, сои, зерновых, овощей.
В 1928 году в селе работала коммуна, а в начале 1930 года начали организовываться колхозы, всего было организовано три колхоза. Колхоз «Память Ленина» располагался в западной части села. Колхоз имени Ворошилова был организован в восточной части села. Колхоз «Первое Мая» был корейским. Корейцы выращивали рис, зерновые и овощи, разводили скот. Колхоз существовал до 2-й половины 30-х годов, когда корейцы были выселены из Приморья. В дальнейшем колхозы были объединены в один — укрупненный колхоз «Память Ленина». Основными направлениями деятельности колхоза были выращивание крупного рогатого скота, свиноводство и птицеводство.
C 50-х годов в селе началось активное жилищное строительство, высокими темпами развивалось животноводство, был заложен колхозный сад, начала работу первая пилорама, построена дизельная электростанция, проведено радио. В 1962 году в селе построено здание средней школы.

## Население
| 2002 | 2010 |
| ---- | ---- |
| 1105 | ↘851 |

## Интересные факты
- 18 октября 1916 года в районе села упал метеорит Богуславка[4].

## Улицы
| - Гагарина ул. - ДОС ул. - Ленина ул. - Ленинская ул. - Набережная ул. - Новая ул. - Октябрьская ул. - Оренбургская ул. | - Плахотина ул. - Сахалинская ул. - Совхозная ул. - Сосниных ул. - Сосновая ул. - Стадионная ул. - Школьная ул. |